# Slag bij Jena

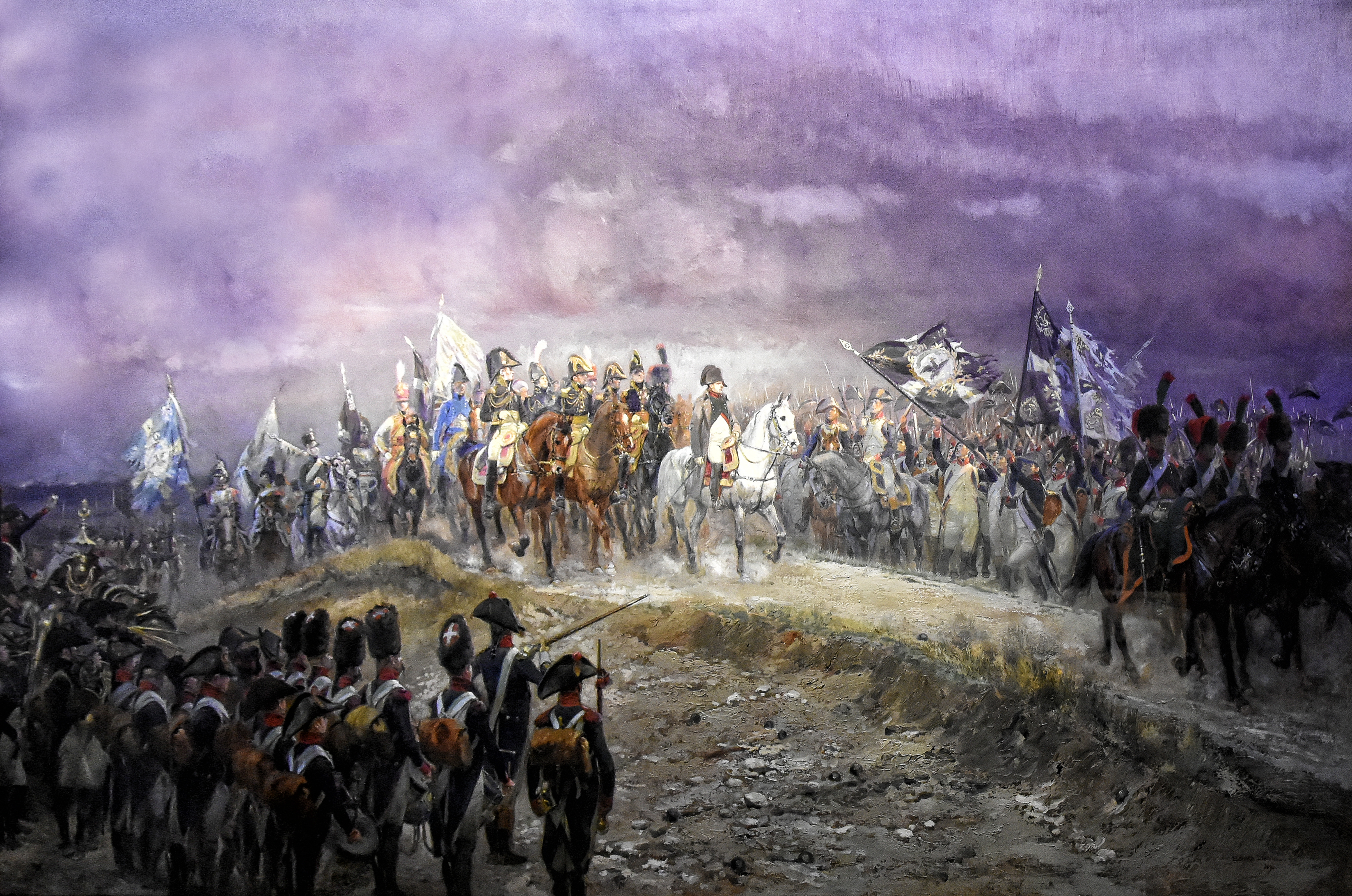
De avond van Jena (8 oktober 1806) of De overwinning is aan ons

De dubbele veldslag bij Jena en Auerstedt (vroeger soms ook Auerstädt geschreven) had plaats op 14 oktober 1806 ten westen van de rivier de Saale in Thüringen in Duitsland, bij de stad Jena en het kleine plaatsje Auerstedt. De legers van Napoleon Bonaparte van Frankrijk haalden er een doorslaggevende overwinning op het Pruisische leger van Frederik Willem III. Nog geen twee weken later stonden de Fransen in Berlijn en op 7 november capituleerde generaal Blücher in Lübeck.
De twee veldslagen op dezelfde dag situeerden zich in wat intussen al de Vierde Coalitie tijdens de napoleontische oorlogen was, een alliantie van Pruisen, Saksen en tsaar Alexander I van Rusland, met Zweden en het Verenigd Koninkrijk.

## Aanloop
De Pruisen hadden deze confrontatie al verloren nog voor dat er één schot gelost was: de Pruisen hadden zich in 1805 afzijdig gehouden van de Derde Coalitieoorlog tot de kans op een succesvolle, gezamenlijke actie voorbij was. Hun besluiteloosheid had de veldtocht in Austerlitz mogelijk gemaakt.
De isolering van Pruisen zou zonder de steun van Saksen compleet zijn geweest. Saksen kreeg in het geheim steun van Rusland maar de legers van Alexander I van Rusland waren nog niet klaar voor een nieuwe confrontatie en de overheersing van Duitsland door Frankrijk vormde een permanente dreiging voor de onafhankelijkheid van de staat.
In de zomer van 1806 was de druk van Frankrijk zo groot geworden dat koning Frederik Willem zijn troepen begon te mobiliseren. Dit was echter te vroeg daar de Russen nog niet in Centraal-Europa konden opereren. De vrees voor de gevolgen van een nog langere passiviteit en het geloof in de erfenis van Frederik de Grote stortte de monarch in het ongeluk.
Tot op het laatste ogenblik werd de oorlog nooit formeel verklaard. Frederik Willem en zijn opperbevelhebber de hertog van Brunswijk hoopten tot op het laatst dat Napoleon zou willen onderhandelen. Ondertussen trok het leger verder zuidwaarts.
De Grande Armée was na de campagne van 1805 niet naar Frankrijk teruggekeerd. Ze hadden hun tenten opgeslagen langs de Rijn en in Zuid-Duitsland. Enkel de Garde was de keizer naar Parijs vergezeld. Toen Napoleon de ernst van de situatie inzag, werden ze haastig terug naar de Rijn getransporteerd waar zij op 28 september aankwamen.

## Het plan
Napoleon begon met een zo groot mogelijk leger te mobiliseren. Dit overtal zou dan uitgebuit worden door verder op te trekken richting Berlijn. Zo zou iedere zet van de Pruisen worden gehinderd door de bedreiging van de hoofdstad. Als het dan tot een treffen kwam, zou de Franse overmacht de doorslag geven. Op deze wijze was een succes hoe dan ook gegarandeerd.

## De dubbele slag
De Grande Armée rukte op in drie colonnes:
- Centraal, op de grote weg van Bamberg naar Leipzig, marcheerden Bernadottes 1e korps, het 3e korps onder Davout, de cavalerie van Murat, de keizerlijke Garde en het hoofdkwartier.
- Op rechts, op de weg van Bayreuth naar Plauen, het 4e korps onder Soult en het 6e korps onder Ney.
- Op links, op de weg van Bamberg naar Saalfeld, de iets minder sterke korpsen van Lannes (5e) en Augereau (7e).

De wegen liepen evenwijdig, een dagmars verwijderd van elkaar. Samen vormden ze een gigantische gevechtscarré. Dit was in staat om zowel naar voren als zijdelings te ontplooien.
De Pruisen hadden besloten de Franse aanval vóór te zijn door snel naar het zuiden, naar de Main, om zo de Franse divisies, die nog verdeeld waren, een voor een te vernietigen voor ze zich konden groeperen. Dit plan bleek al snel onuitvoerbaar: de afzonderlijke Franse divisies waren in staat zichzelf te verdedigen tot er hulp kwam, de beschikbare troepenmacht was te beperkt en men had de neiging om elk ongedekt punt te dekken. Hierdoor kwamen er slechts een kleine 120.000 manschappen vrij voor offensieve acties.
Ook de mobilisatie verliep te traag. Tegen de tijd dat de Pruisen, eind september, de noordelijke flanken van de Thüringer heuvels bereikte, waren de Fransen al samengetrokken in Beieren en was de kans op een verrassingsaanval verkeken.
Op 8 oktober hielden de 53.000 soldaten van de Pruisische hoofdmacht nog steeds het gebied tussen Eisenbach en Erfurt bezet. Koning Frederik Willem voerde zelf het bevel over dit leger. Aan de Saale, 40 km verderop, stond het 43.000 man tellende leger van prins Hohenlohe. De verdere troepen waren verdeeld over een gebied tussen Meiningen en Maagdenburg. Brunswijk en Hohenlohe lagen ver ten westen van Napoleon en enkel een kleine eenheid bemerkte de Franse opmars op de rechteroever van de Saale. De eenheid werd aangevallen door de voorste eenheden van Bernadotte en leed zware verliezen.
De koning en zijn Generale staf besloten om al hun troepen op de linkeroever van de Saale te concentreren nabij Jena en daar het verdere verloop af te wachten. Vele officieren waren ontevreden met deze houding omdat ze meenden dat dit het einde van het leger zou betekenen.
Op de ochtend van de 10e oktober, viel Lannes Hohenlohes voorhoede, op de linkerflank van de Saale, aan. De Pruisische prins, Louis Ferdinand, stelde de terugtocht te lang uit, waardoor zijn stellingen werden omsingeld en hij sneuvelde. Het nieuws van zijn dood ondermijnde het moreel van de al vermoeide Pruisen.
Op 11 oktober brak er paniek uit onder de Pruisen in Jena: de Saksen waren van plan om te vertrekken tenzij er een belofte kwam om de soldaten toch elke dag van één rantsoen brood te voorzien.
Pas op 12 oktober besefte Napoleon dat er tussen Erfurt en Weimar nog een enorm leger lag. De tijd om te handelen was aangebroken. De Franse rechterflank moest afbuigen naar het westen, naar Jena toe. In het zuiden werd deze plaats al benaderd door Lannes en Augereau terwijl Davout naar Naumburg in het noorden optrok.
De Pruisen realiseerden zich toen pas in wat voor een gevaarlijke positie ze verkeerden en trokken naar het noorden: Brunswijk naar het noorden naar Auerstedt terwijl prins Hohenlohe op de linkeroever, tegenover Jena, bleef.

### De slag bij Jena
Op 14 oktober was het grootste deel van Hohenlohes leger, dat bestond uit Saksen en Grawert, nog steeds naar het zuiden gekeerd. Een rug van het plateau bij Jena, de Landgrafenberg, hield Lannes bezet. Dit gebeurde zonder noemenswaardige tegenstand. Het plateau bood een doorgang tot het open terrein dat er achter lag maar werd afgesloten door de bataljons van Tauentzien, waarvan de achterhoede gedekt werd door 5.000 man onder Holtzendorff.
Napoleon meende dat hij eerst voldoende ruimte op het plateau moest verwerven om zijn hoofdmacht daar te kunnen ontplooien. De ochtend van de 14e was de vlakte rond Jena gehuld in een dikke mist. Ondanks dit gaf Napoleon het bevel tot de aanval. Met gecoördineerde aanvallen van Augereau in het zuiden en Soult in het noorden trokken de Fransen het dal binnen dat aan het voorste gedeelte van het plateau lag. Om 9 uur waren de dorpen Lützeroda en Closewitz ingenomen en was er ruimte veroverd voor het leger dat van de andere oever van de rivier begon te komen.
Het volgende doel van de Fransen was Vierzehnheiligen, gelegen op 2 km van Closewitz. Tirailleurs trokken op over het golvende landschap maar werden aangevallen door Pruisische lichte troepen terwijl rechts van hen de terugtrekkende Tauenzien achtervolgd werd door Fransen die op hun beurt door Holtzendorff waren aangevallen. Ook Holtzendorff moest zich om 10.30 uur terugtrekken. Hierbij viel hij terug op Stobra en Apolda waardoor zijn kans op verdere deelname aan de slag verloren was.
Hohenlohe en zijn stafchef Massenbach beseften dat ze in een beslissende slag terecht waren gekomen, wat zij oorspronkelijk wilden vermijden. Dit had vermeden kunnen worden als de Pruisen de ernst eerder hadden ingezien en niet tot 's morgens gewacht om Rüchel, die nabij Weimar lag, te hulp te roepen. Hij hield zich nu vooral bezig met de herovering van Vierzehnheiligen door Grawerts bataljon. De herovering van dit dorp had de slag niet beslist maar had wel een betere defensieve positie opgeleverd. Dit dorp was nu in handen van de infanterie van Neys voorhoede, die het plateau bereikt had.
Om 10:00 was de mist opgetrokken en de Pruisische aanval begon onder een blauwe herfsthemel. Terwijl ze optrokken, kwamen ze langs alle kanten onder musketvuur te liggen. Maar op schootsafstand van de Franse linies werd ze een halt toegeroepen. Ze zouden Rüchel meer tijd geven. Het gevolg was dat de Pruisen nu twee uur lang op open terrein, tegen een quasi onzichtbare vijand moesten vechten. Langzaam maar zeker werden ze ingemaakt. Intussen bleven de Fransen maar versterkingen aanvoeren.
Op de middag had Napoleon reeds 80.000 man op het slagveld terwijl Hohenlohe nog slechts 30.000 man overhield, want Rüchel was nog niet gearriveerd. Soult begon, onder hevige artilleriebeschietingen, de Pruisen in het noorden in te insluiten. Tegen 13:00 trokken de Fransen over de ganse linie op. Toen Rüchel aankwam, ontplooide hij geen defensieve lijn om Hohenlohe de kans te geven zich te herformeren maar ging de Fransen met kleinere eenheden te lijf. Binnen het half uur was de aanval afgeslagen en trokken de restanten van Rüchels leger zich, in complete wanorde, terug naar Weimar. Rüchel sneuvelde.

### De slag bij Auerstedt
Het eigenlijke Pruisische leger lag 22 km noordelijker nabij Auerstedt. Het doel van deze mannen was het heroveren van de verbindingswegen.
's Nachts had Napoleon Davout in Naumburg het bevel gegeven naar het zuiden terug te keren en via Apolda de linkerflank van het Pruisische leger aan te vallen. Bernadotte marcheerde verder naar Dornburg. Hij zou gedurende het verdere verloop van de slag blijven zwerven tussen de twee slagvelden.
's Morgens marcheerden de Pruisen verder, maar hadden het nagelaten de weg naar Naumburg te beschermen, waar volgens verkenners de Franse troepen waren. Om 7:00 in de dichte mist, werd de voorhoede onder vuur genomen vanuit Hassenhausen. Beide kanten begonnen nu haastig versterkingen aan te voeren wat de schermutseling deed uitmonden in een regelrechte slag met een front van enkele honderden meters breed. De hertog van Brunswijk kreeg een kogel door beide ogen maar de koning twijfelde om het bevel op zich te nemen. Hierdoor raakte de coördinatie zoek en vonden er alleen kleinere, onsamenhangende acties plaats. Hoewel Davout het zwaar te verduren kreeg, bleef hij de situatie meester.
Om 10:30 waren de Fransen op links gedeeltelijk omsingeld en Hassenhausen werd ontruimd. De optrekkende Pruisen werden tot staan gebracht door eenheden van Morand en teruggedreven tot ver achter het dorp. In plaats van een tegenaanval uit te voeren, staakte de koning de strijd en koos hij voor de aftocht. Hij trok ordelijk terug richting Hohenlohe om daar de troepen te groeperen maar toen hij over de nederlaag bij Jena hoorde, veranderde hij van koers: eerst naar Erfurt, dan naar Sommerda. De hardnekkige achtervolging van de Pruisen door Napoleon maakte een einde van het Pruisische leger als actieve strijdmacht.

## Gevolgen

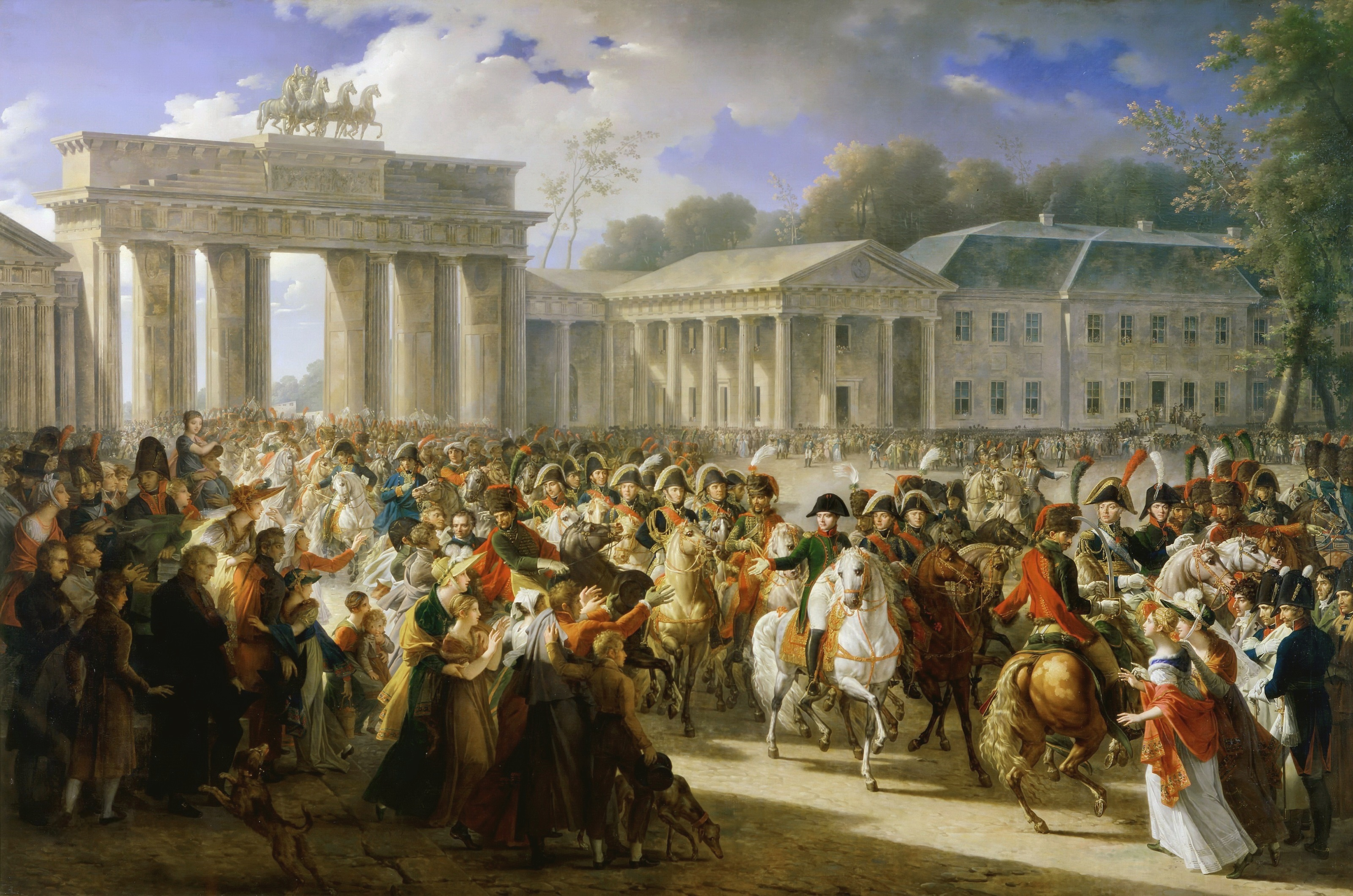
Intocht van Napoleon in Berlijn op 27 oktober 1806

De gevolgen waren veel groter dan de slag op het eerste gezicht zou doen vermoeden. De ondergang van het Heilige Roomse Rijk werd bespoedigd en dus ook de Duitse eenwording.
Nu de Pruisische dreiging vernietigd was, kon Napoleon zich op Rusland concentreren. Hij achtervolgde de Russen tot ver in Polen en versloeg ze uiteindelijk beslissend in de Slag bij Friedland op 14 juni 1807. De Pruisen zelf zouden tot 1813 afzijdig blijven. Deze veldslagen bespoedigden ook de opheffing van de Duitse Orde.

## Invloed
De slag maakte grote indruk op de Duitse filosoof Georg Wilhelm Friedrich Hegel. Volgens sommige interpretaties, zoals die van Alexandre Kojève was dit voor hem het einde van de geschiedenis, omdat het de definitieve overwinning van de liberale democratie op het ancien régime zou betekenen. Onder de groeiende Franse druk begon het toen nog feodale Pruisen inderdaad aan een reeks ingrijpende hervormingen.
- Gemeinsame Normdatei: 4126639-0
- Library of Congress Control Number: sh85069884
- Nationale Bibliotheek van Tsjechië: ph117654
- Nationale Bibliotheek van Israël: 987007531517705171